# بیسترووانی
بیسترووانی (به چکی: Bystrovany) یک منطقهٔ مسکونی در جمهوری چک است که در ناحیه اولومووتس واقع شده‌است. بیسترووانی ۳٫۴۸ کیلومتر مربع مساحت و ۸۳۴ نفر جمعیت دارد و ۲۳۱ متر بالاتر از سطح دریا واقع شده‌است.